# 水野義久
水野 義久（みずの よしひさ、1919年9月13日 - 2005年5月24日）は、岡山県出身の北海道大学名誉教授、陸軍であった。

## 経歴
- 1919年 9月13日、岡山県に生まれる。
- 1942年 9月、東京帝国大学医学部薬学科を卒業し、東京帝国大学医学部副手になると同時に陸軍に入隊する。
- 1945年 9月、徳川生物学研究所研究員、金沢大学薬学部助教授、教授となる。
- 1952年 1月、東京大学 薬学博士　論文は　「Thioacylanilide(φ・NH・CS・R)及びBenzothiazole誘導体の合成並びに応用に関する研究」[1]。
- 1955年 6月、北海道大学医学部教授になり薬化学講座を担当した。
- 1965年 4月、北海道大学薬学部創設に伴い、北海道大学薬学部教授となる。
- 1983年 3月、北海道大学を退官の上、北海道大学名誉教授になる。また、日本薬学会教育賞を受賞した。
- 1993年 勲二等旭日重光章を叙勲した。
- 2005年 5月24日、自宅で突然倒れ、死亡。享年86(85歳没)。

## 水野が出版した作品
- ｢核酸化学，上，下｣
- ｢The Organic Chemistry of Nucleic Acids｣